# Dent de drac

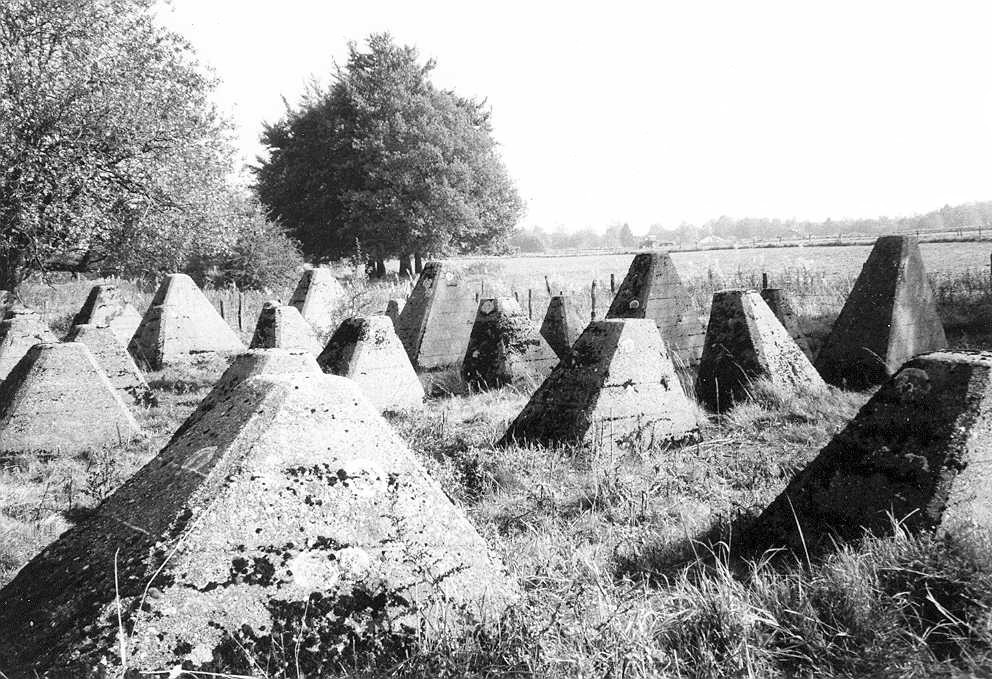
Dents de drac a prop d'Aquisgrà, part de la Línia Sigfrid.

El terme dent de drac es refereix a estructures piramidals quadrades, usades durant la Segona Guerra Mundial per impedir el pas a exèrcits mecanitzats. El seu ús va ser extensiu a la Línia Sigfrid.

## Segona Guerra Mundial

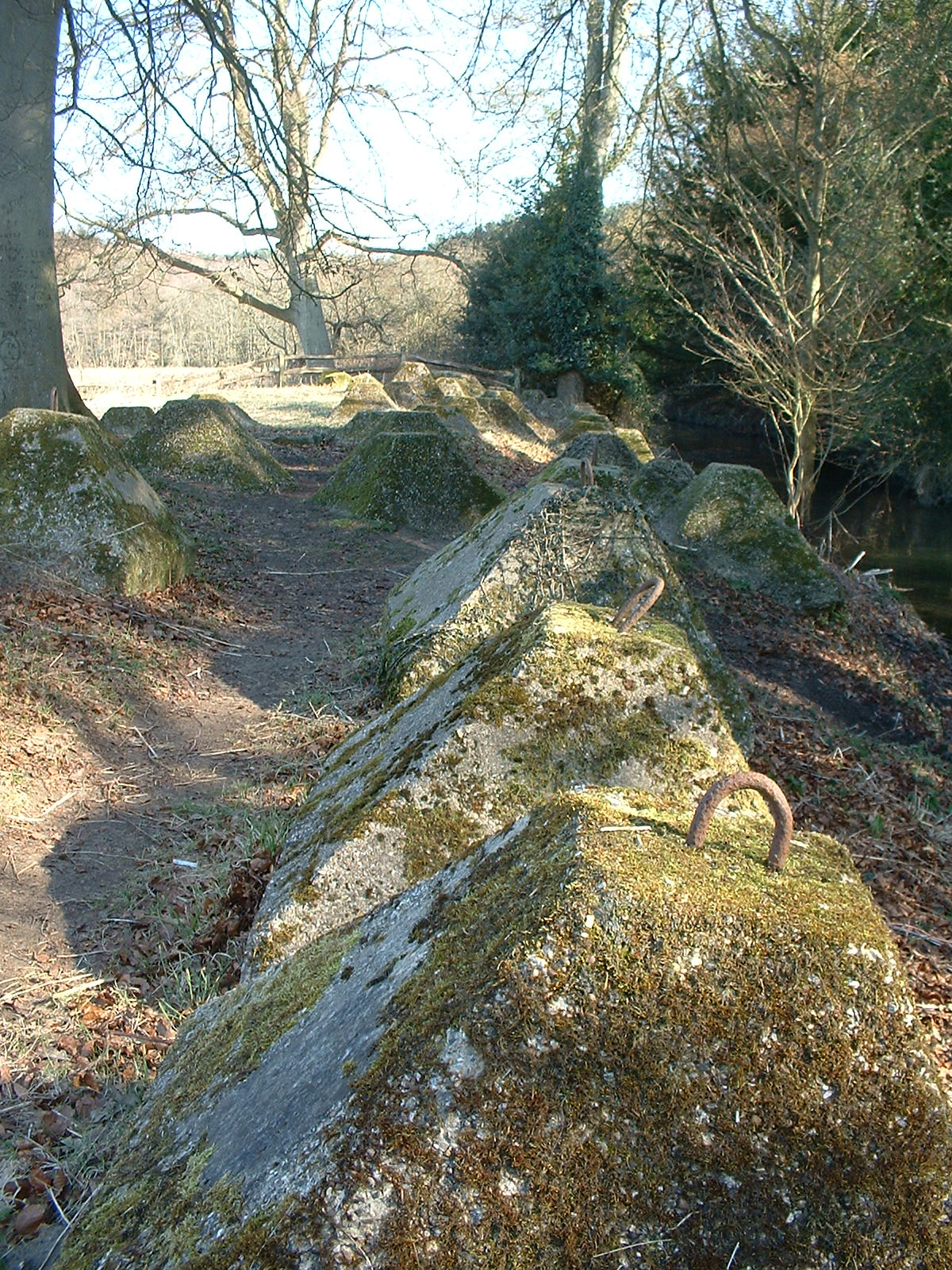
Dents de drac a la Línia GHQ, Surrey, 2006.

Les dents de drac (en alemany: "Drachenzähne", "dents de drac") eren estructures en forma de piràmides quadrades fetes de formigó armat usades durant la Segona Guerra Mundial per impedir l'avenç dels tancs. La idea era de ralentir la seva marxa i desviar els tancs a la “zona mortal” on podrien ser fàcilment destruïts amb canons antitanc. A la pràctica, però, l'ús d'enginyers de combat i els vehicles de "neteja" va permetre'n l'eliminació relativament ràpida.
Les dents de drac van ser usades per tots dos bàndols del Teatre europeu de la Segona Guerra Mundial. El bàndol alemany en va fer un ampli ús a la Línia Sigfrid i al Mur atlàntic; cada "dent" era de 90 cm a 120 cm d'alçada depenent del model exacte. Les mines terrestres sovint es trobaven entre les dents, i al llarg de les línies de dents es construïen molts obstacles (com el filferro de pues per impedir el pas a la infanteria, o bé es col·locaven en diagonal cables d'acer per dificultar el pas als tancs).
Durant l'ocupació de Noruega, es van crear diverses línies de les quals en van destacar les conegudes amb el nom de Dents de Hitler (Hitlertennene), al sud del país, arribant a assolir quatre línies defensives i de les quals es van conservar diversos quilòmetres.
França les va emprar a la línia Maginot, mentre que moltes van ser instal·lades al Regne Unit el 1940-1941 com a part de l'operatiu per reforçar el país mitjançant defenses contra una possible invasió alemanya.

## Actualitat
Durant la invasió russa d'Ucraïna del 2022, el Grup Wagner va construir una línia defensiva amb dents de drac, per dificultar el desplaçament dels tancs ucraïnesos a Luhansk.